# Музей Эжена Делакруа
Национальный музей Эжена Делакруа, также известный как музей Делакруа, посвящён художнику Эжену Делакруа (1798—1863) и расположен в VI-м округе Парижа, на улице Фюрстенберг 6. Он открыт ежедневно, кроме вторника, стоимость входного билета — 7€.

## История
Музей находится в доме, где расположена последняя квартира художника Эжена Делакруа. Он переехал туда 28 декабря 1857 года и проживал в ней вплоть до своей смерти 13 августа 1863 года. В 1929 году организовано общество наследия художника (Société Des Amis d’Eugène Delacroix), которое приобрело в 1952 году здание музея, находившееся к тому времени в аварийном состоянии. В 1954 году здание передано французскому правительству. В 1971 году дом становится Национальным музеем, а в 1999 году окружающий его сад был реконструирован. В этом здании также проживал и работал французский художник Леон Прентан вплоть до своей смерти 9 июля 1945 года.

## Коллекция музея
Сегодня в музее хранится около 20 картин Делакруа, а также три фриза из собора Valmont (1834).
Кроме того, коллекция музея включает:
- Эскизы и чертежи к фрескам в церкви Сен-Сюльпис, рисунки некоторых из друзей Делакруа, а также его коллег (Лассаль-Борд, Юэ, Потерле, Сен-Марсель, Колен).
- Дневники, записи, эскизы.
- Сувениры из Марокко: художник ездил в эту страну в 1832 году, привезя во Францию бурнус, кафтан, джеллаба, украшения, сабли, подушки, тапочки, сапоги и керамику.
- Предметы художественной мастерской, включая мольберт, палитру, столы, стеклянные сосуды, небольшую коллекцию фаянса, подсвечники.
- Фотографии Делакруа последних дней жизни.
- Письма Делакруа.
- Книги и документы, касающиеся Делакруа и его окружения; более 1000 единиц.